# Yongcheng
Yongcheng (永城 ; pinyin : Yǒngchéng) est une ville de la province du Henan en Chine. C'est une ville-district placée sous la juridiction administrative de la ville-préfecture de Shangqiu.

## Démographie
La population du district était de 1 312 739 habitants en 1999.